# Little Big Planet 3
Pour les articles homonymes, voir Little Big Planet (homonymie).
Little Big Planet 3 — LittleBigPlanet 3 selon la graphie du logo, abrégé en LBP3 — est un jeu vidéo de plates-formes développé par Sumo Digital et édité par Sony Computer Entertainment, sorti en novembre 2014 sur PlayStation 3 et PlayStation 4.

## Histoire
Bunkum court un terrible danger. Trois titans sont libérés d'une boîte par Newton croyant bien faire, ils s'emparent de son corps pour semer la terreur et détruire Bunkum. Seuls Sackboy et ses amis Oddsock, Toggle et Swoop peuvent sauver Bunkum.

## Système de jeu
Little Big Planet 3 est la suite de Little Big Planet 2. Certains personnages du 2e volet se retrouvent dans celui-ci comme « Larry DaVinci » et « Victoria » qui sont présents sur les didacticiels de création (appelés « Académie du Pop-it »). Ce jeu est catégorisé comme un jeu de plates-formes 2,5D qui peut être modifié en 1D ou même en 3D[réf. nécessaire].
Le jeu permet la création et le partage en ligne de niveaux.

## Développement
En mai 2021, une attaque par déni de service touchant les jeux Little Big Planet conduit Sony à fermer les serveurs pour une durée indéterminée. Le 13 septembre 2021, les serveurs en ligne de la version PlayStation 3 du jeu ainsi que ceux des jeux précédents sont mis hors-ligne définitivement. Seuls ceux de la version PlayStation 4 restent en ligne. Néanmoins, en janvier 2024, pour une raison non communiquée, les serveurs sont temporairement rendus indisponibles. En outre, Sony Computer Entertainment confirme le 19 avril 2024 la fermeture des serveurs sur PlayStation 4 de façon permanente en raison de « problèmes techniques persistants »,. Enfin, le 31 octobre 2024 marque le retrait du jeu et de tous ses DLC du PlayStation Store,.

## Accueil
- Jeuxvideo.com : 15/20[8] (PlayStation 4)

### Note
1. ↑  Littéralement en français « Petite grande planète ».